# Muixeranga de Barcelona
La Muixeranga de Barcelona es una colla muixeranguera de la ciudad de Barcelona. Formada en 2017, después de una primera reunión de gente interesada en hacer muixeranguas en la Casa Valencia de Barcelona. Este grupo empezó a organizarse y ensayar, así, en febrero de 2018 se constituyó como asociación. Es la primera muixeranga en activo fuera de la Comunidad Valenciana y su idea es difundir la cultura valenciana también en Barcelona. El uniforme consiste en una camisa azul turquesa, una faja roja y una pantalón negro.
Su primera actuación fue en mayo de 2018, en el Paseo de San Juan en Barcelona, donde Colla Castellera de La Sagrada Família actuó como madrina de la entidad. En enero de 2019 entró a formar parte de la Federación Coordinadora de Muixerangues. En marzo de 2020, en el encuentro organizado por la entidad en la Plaza de Bonet y Muixí de Barcelona, realizaron la primera figura de 5 alturas, la Alta Clásica.
En junio de 2024, en su VI Trobada, consolidaron el techo de 5, descargando dos figuras de 5 alturas: la Xopera y la Caña, convirtiéndose así en colla de 5, la primera fuera de la Comunidad Valenciana. Tienen el local de ensayo en Lealtad Santsenca, en el barrio de Sants, en Barcelona.